# AT2018cow

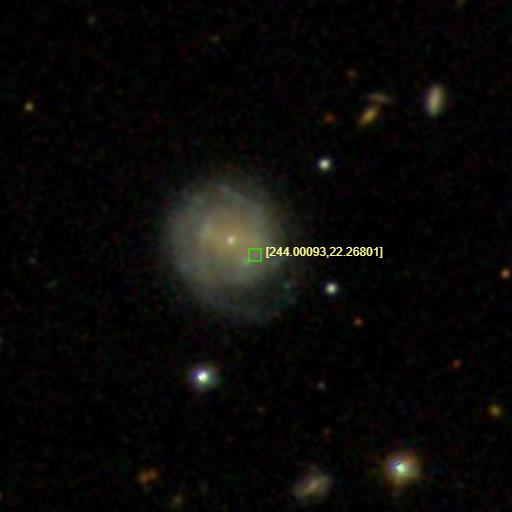
Possível localização de "AT2018cow" em 244.000927647 +22.2680094118, coincidindo com a galáxia Z 137-68 (CGCG 137-068) na constelação de Hércules

A AT2018cow (nome ATLAS (Sistema de último alerta de impacto terrestre de asteróides): ATLAS18qqn; também conhecida como Supernova 2018cow, SN 2018cow e "The Cow") foi uma explosão astronômica muito poderosa, 10 a 100 vezes mais brilhante que uma supernova normal, espacialmente coincidente com a galáxia CGCG 137-068, aproximadamente 200 milhões de  ly (60 milhões de pc) distância na constelação de Hércules.
Em 2 de novembro de 2018, duas equipes independentes de astrônomos concluíram que o evento AT2018cow era "ou um buraco negro recém-formado no processo de acréscimo de matéria, ou a rotação frenética de uma estrela de nêutrons".
Em janeiro de 2019, os astrônomos propuseram que a explosão poderia ter sido uma anã branca sendo quebrada por um buraco negro; ou, uma supernova deixando para trás um buraco negro ou uma estrela de nêutrons, a criação de um corpo compacto sendo observado pela primeira vez.
Em junho de 2019, para a astrônoma Kuiyun Huang e seus colegas, o evento "Holy Cow" acabou se parecendo mais com uma supernova simples, com velocidade e brilho comuns - mas que também estava cercada pelas camadas densas que a estrela lançou antes de morrer.